# Заповедник (фильм)
«Запове́дник» (рабочее название — «Пу́шкин. Ви́ски. Рок-н-ро́лл») — российский художественный фильм, драма режиссёра Анны Матисон. Выход в широкий прокат состоялся 6 декабря 2018 года.
Фильм снят по мотивам повести Сергея Довлатова «Заповедник». По замыслу авторов сценария действие перенесено в наше время, а главный герой в исполнении Сергея Безрукова — не писатель, а рок-музыкант.

## Сюжет
Талантливый гитарист Константин не сумел осуществить мечту исполнять свои собственные песни. Из-за постоянных проблем с алкоголем на почве нереализованности он лишился всех способов заработка. Жена и дочь собираются уехать в Канаду. В попытке сбежать от накопившихся проблем Константин почти случайно попадает в заповедник «Михайловское».

## В ролях
- Сергей Безруков — Константин
- Евгения Крегжде — Таня, жена Константина
- Анна Михалкова — Галина
- Гоша Куценко — Марков, аниматор
- Александр Семчев — Митрофанов
- Сергей Вершинин — Потоцкий
- Виктор Бычков — Михал Иваныч
- Дмитрий Хрусталёв — Толик
- Мария Богданович
- Софья Евстигнеева — Аврора
- Наталья Качалкина
- Ярослава Дегтярёва — Маша, дочь Константина
- Леонид Агутин — камео
- Полина Гагарина — камео
- Александр Тютин — продюсер
- Альберт Кобровский
- Владимир Зомерфельд — гость в клубе
- Вадим Руденко — алкаш в клубе

## Съёмочная группа
- Авторы сценария: Анна Матисон, Тимур Эзугбая по мотивам Сергея Довлатова
- Режиссёр-постановщик и монтаж: Анна Матисон
- Оператор-постановщик: Сергей Трофимов
- Художники-постановщики: Мухтар Мирзакеев, Назик Каспарова
- Композитор: Тимур Эзугбая
- Художник по костюмам: Яна Павлидис
- Художник по гриму: Мария Морзунова
- Звукорежиссёр: Павел Ярошенко
- Операторы steadicam: Валерий Петров, Андрей Попков
- Постановщик трюков: Дмитрий Тарасенко
- VFX-супервайзер: Александр Кравченко
- Исполнительный продюсер: Мария Карнеева
- Продюсер: Сергей Безруков